# STS-34
是历史上第三十一次航天飞机任务，也是亚特兰蒂斯号航天飞机的第五次太空飞行。

## 任务成员
- 唐纳德·威廉姆斯（Donald E. Williams，曾执行以及任务），指令长
- 迈克尔·麦库里（Michael J. McCulley，曾执行任务），飞行员
- 张福林（Franklin Chang-Diaz，曾执行、以及任务），任务专家
- 珊农·露茜德（Shannon W. Lucid，曾执行、以及任务），任务专家
- 埃伦·贝克（Ellen S. Baker，曾执行、以及任务），任务专家